# 장흥 덕암리 암각매향명
장흥 덕암리 암각매향명(長興 德巖里 巖刻埋香銘)은 대한민국 전라남도 장흥군 용산면 덕암리에 있는, 조선시대 초기(1435년, 세종 17)의 매향사실을 기록한 비석이다. 2004년 9월 20일 전라남도의 문화재자료 제252호로 지정되었다.

## 개요
장흥 덕암리 암각매향명은 조선시대 초기(1435년, 세종 17)의 매향사실을 기록한 비석이다.
매향(埋香)이란 향나무(香木)를 묻는 민간불교 신앙의례이다. 향나무를 민물과 갯물이 만나는 지역에 오래 묻었다가 약재나 불교의식용으로 썼으며, 그 매향의 시기와 장소, 관련 인물들을 기록한 것이 매향비(또는 암각)이다.
자연암반에 음각된 매향의 명문 순서는 왼쪽에서 오른쪽으로 새겨져 있어 통례적인 오른쪽에서부터 읽는 것과 다르다. 글자수는 총 6행 21자로 되어 있다. 자형(字形)은 아주 정서(精書)된 것 같지는 않고 투박한 편이다. 그 내용은 ＇1435년 10월에 많은 사람이 발원하여 남남동향에 (향목을)묻어 두었는데 주도한 향도는 홍신이다.＇라고 정리할 수 있다.
장흥 덕암리 암각매향명은 조선초기(태종∼세종대)에 억불정책이 가장 심했음에도 불구하고 불교의식이 촌락사회에서 계속되었다는 것을 알 수 있는 자료로서 조선시대 불교사, 사회사, 향촌문화 연구에 매우 귀한 자료가 되고 있다.

## 참고 문헌
- 장흥덕암리암각매향명 - 국가유산청 국가유산포털